# Pak Chol-ryong
Pak Chol-ryong (3 november 1988) is een Noord-Koreaans voetballer die bij voorkeur als verdediger speelt. In 2008 verruilde hij Kigwancha voor het Zwitserse FC Concordia Basel. Datzelfde jaar debuteerde hij in het Noord-Koreaans voetbalelftal.

## Clubcarrière
In juli 2008 vertrok hij uit zijn geboorteland en tekende hij net als Kim Kuk-jin een contract bij de Challenge League-ploeg FC Concordia Basel. In zijn eerste seizoen in Zwitserse dienst speelde hij drie competitiewedstrijden. Vanwege financiële problemen werd de club na het seizoen 2008/09 door de Zwitserse voetbalbond teruggezet naar de amateurs.

## Interlandcarrière
Op 31 juli 2008 maakte Ro zijn debuut in het Noord-Koreaans voetbalelftal. In een wedstrijd tegen Sri Lanka tijdens de AFC Challenge Cup mocht hij starten en werd hij na 73 minuten vervangen door Ro Hak-su.
| Interlands van Pak Chol-ryong voor Noord-Korea | Interlands van Pak Chol-ryong voor Noord-Korea | Interlands van Pak Chol-ryong voor Noord-Korea | Interlands van Pak Chol-ryong voor Noord-Korea | Interlands van Pak Chol-ryong voor Noord-Korea | Interlands van Pak Chol-ryong voor Noord-Korea |
| №                                              | Datum                                          | Wedstrijd                                      | Uitslag                                        | Competitie                                     | Goals                                          |
| Als speler bij Concordia Basel                 | Als speler bij Concordia Basel                 | Als speler bij Concordia Basel                 | Als speler bij Concordia Basel                 | Als speler bij Concordia Basel                 | Als speler bij Concordia Basel                 |
| ---------------------------------------------- | ---------------------------------------------- | ---------------------------------------------- | ---------------------------------------------- | ---------------------------------------------- | ---------------------------------------------- |
| 1                                              | 31 juli 2008                                   | Noord-Korea – Sri Lanka                        | 3 – 0                                          | AFC Challenge Cup 2008                         |                                                |
| 2                                              | 4 augustus 2008                                | Noord-Korea – Myanmar                          | 1 – 0                                          | AFC Challenge Cup 2008                         |                                                |
| 3                                              | 27 december 2009                               | Mali – Noord-Korea                             | 0 – 1                                          | Vriendschappelijk                              |                                                |

Bijgewerkt op 4 juli 2015.